# كراون بلازا
كراون بلازا (بالإنجليزية: Crowne Plaza)‏: هي سلسلة فنادق تابعة لمجموعة الفنادق القارية (بالإنجليزية: InterContinental HotelsGroup)‏
و يوجد 272 فندق كراون بلازا في العالم.

## المميزات
فندق كراون بلازا كوبنهاغن هو أول فندق في الدنمارك يولد كل طاقته من مصادر الطاقة المتجددة، بما في ذلك الألواح الشمسية و التدفئة الحرارية الأرضية ومضخات التبريد. على الدراجات الثابتة ترتبط المولدات، والتي توفر الكهرباء إلى الفندق.
يعد فندق كراون بلازا بلغراد، الذي تم تجديده في الفترة 2012-2013، أكبر فندق كراون بلازا في أوروبا.

## الرعاية
فنادق ومنتجعات كراون بلازا هي الراعي الرئيسي لـ Crowne Plaza Invitational at Colonial - وهي دورة جولف لجولات (بيه جي ايه) تُقام سنويًا في فورت وورث، تكساس. ابتداء من عام 2012.
كانت فنادق ومنتجعات كراون بلازا هي الراعي للسائق البريطاني آندي برياولكس، سائق بطولة السيارات السياحية العالمية التابعة للاتحاد الدولي للسيارات، منذ عام 2006. وهم يواصلون الآن دعمه في سيارة دويتشه تورنفاغن ماسترز (دي تي إم)، وهي سيارة سياحية أوروبية شهيرة البطولة، بصفتها الراعي الرسمي لسيارة BMW Motorsport جنبًا إلى جنب مع سلسلة LeMans الأمريكية (ALMS) حيث يمثل Joey Hand في كاليفورنيا العلامة التجارية لكلا السلسلتين.

## معرض صور

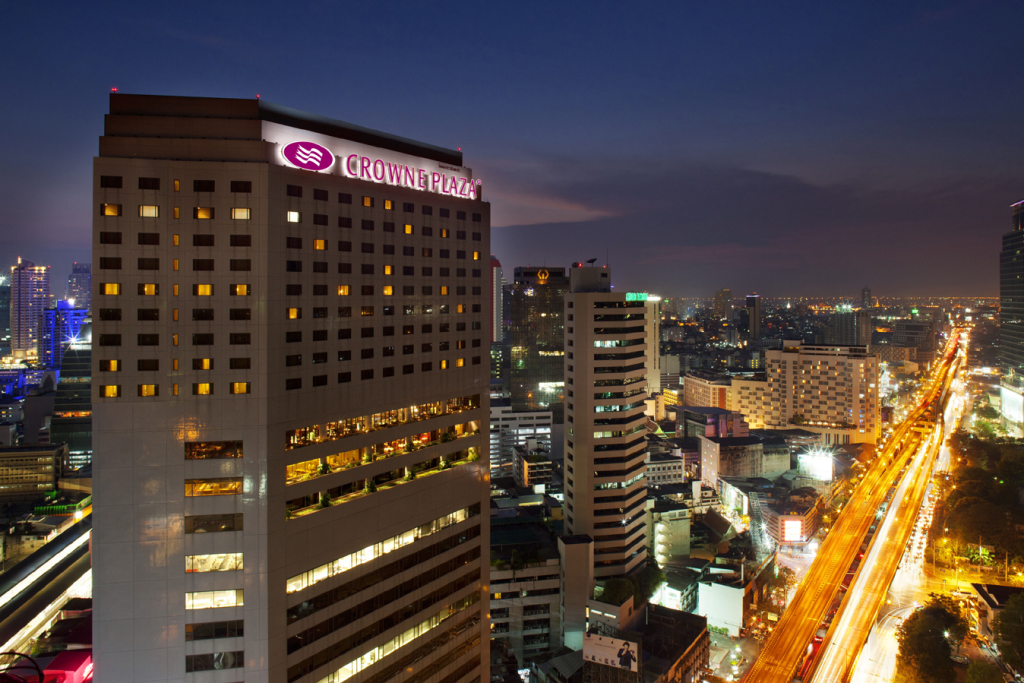
كراون بلازا بانكوك، بانكوك.
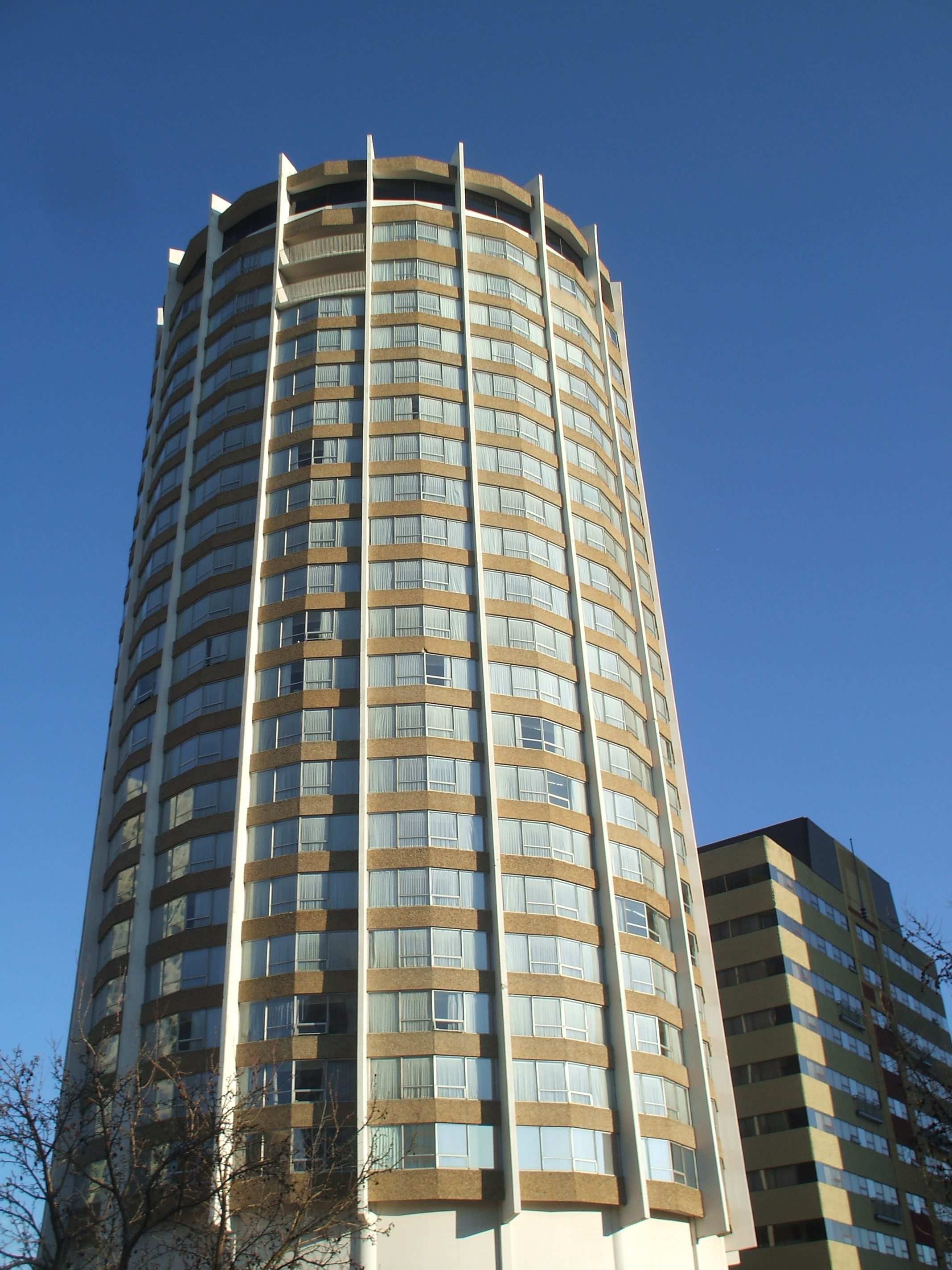
إدمونتون، ألبرتا، كندا
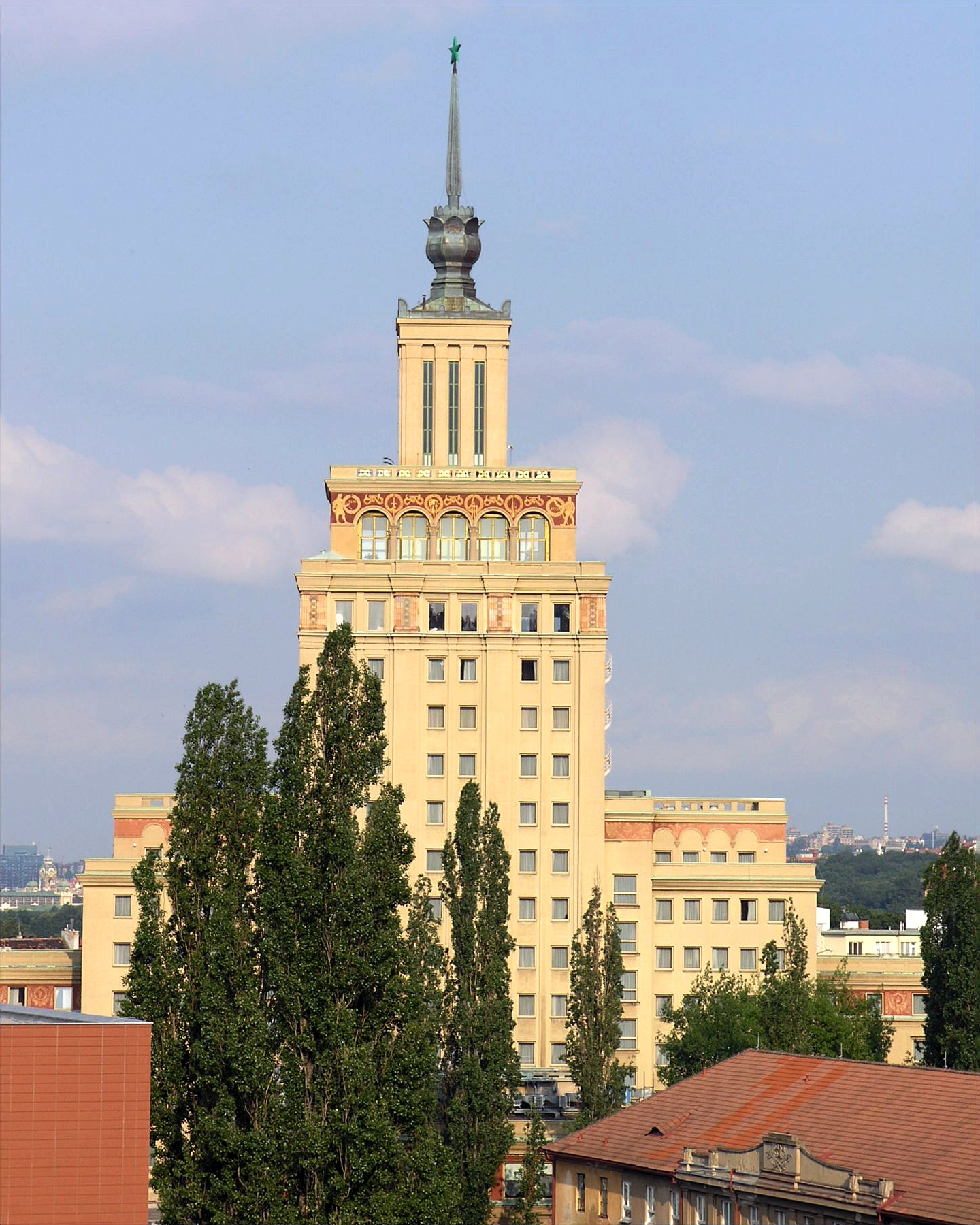
براغ، التشيك
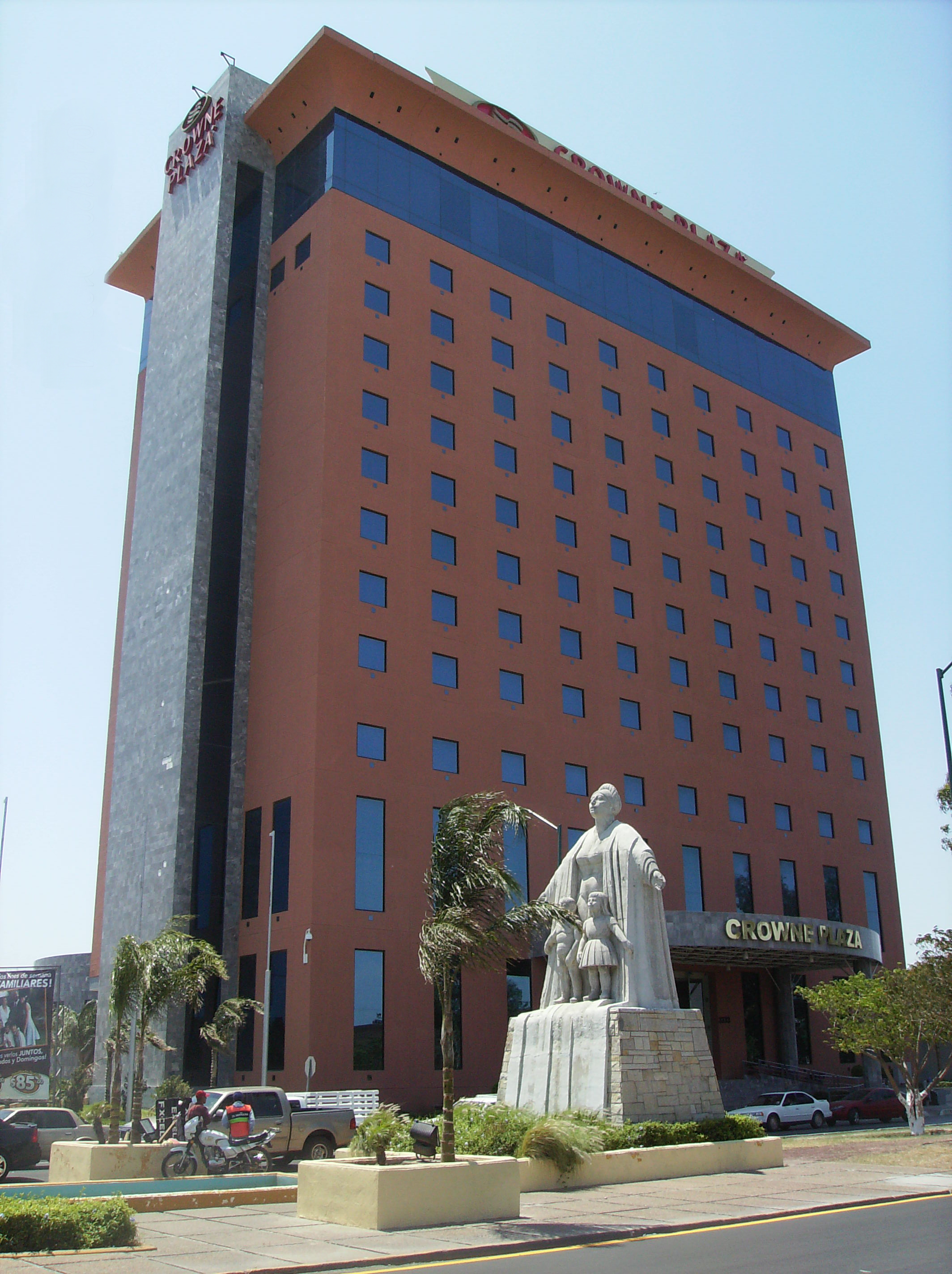
نويفو لاريدو، المكسيك
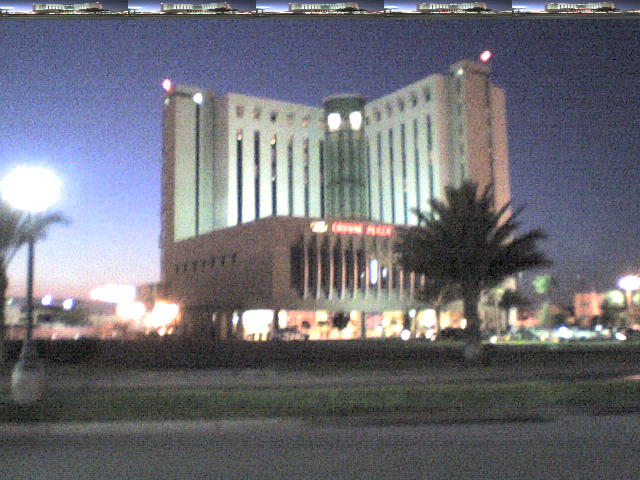
توريون، المكسيك
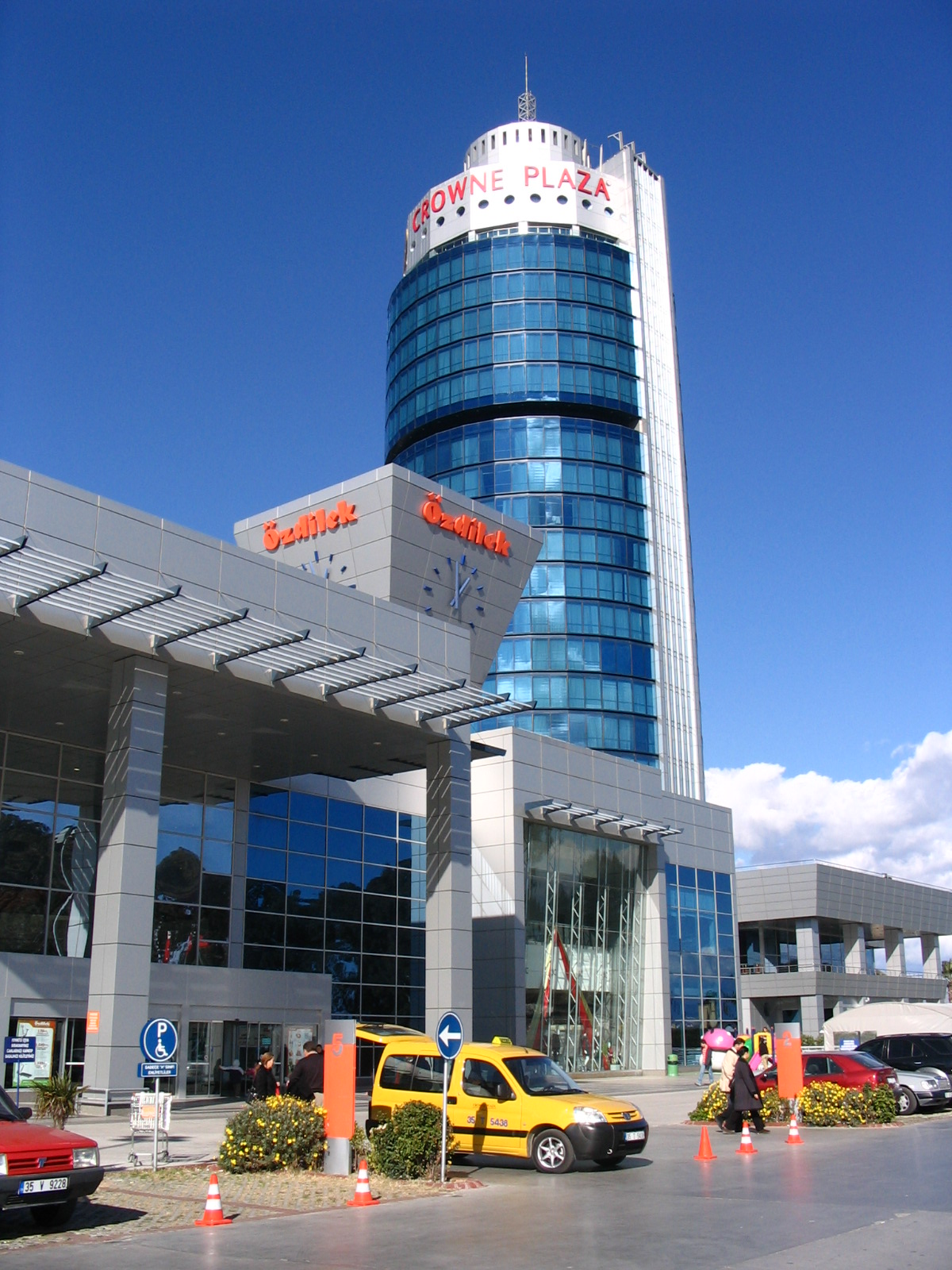
إزمير
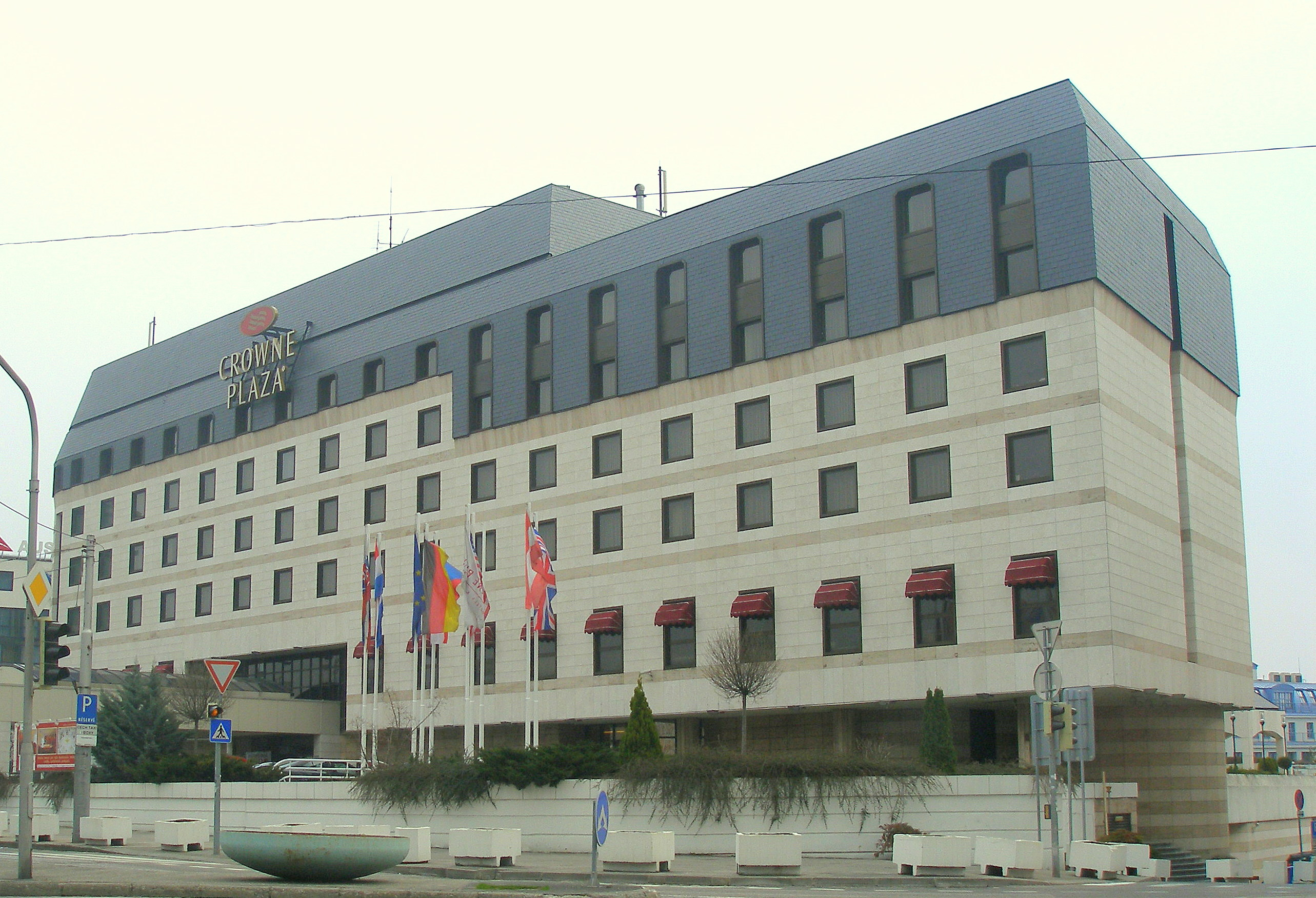
براتيسلافا، سلوفاكيا
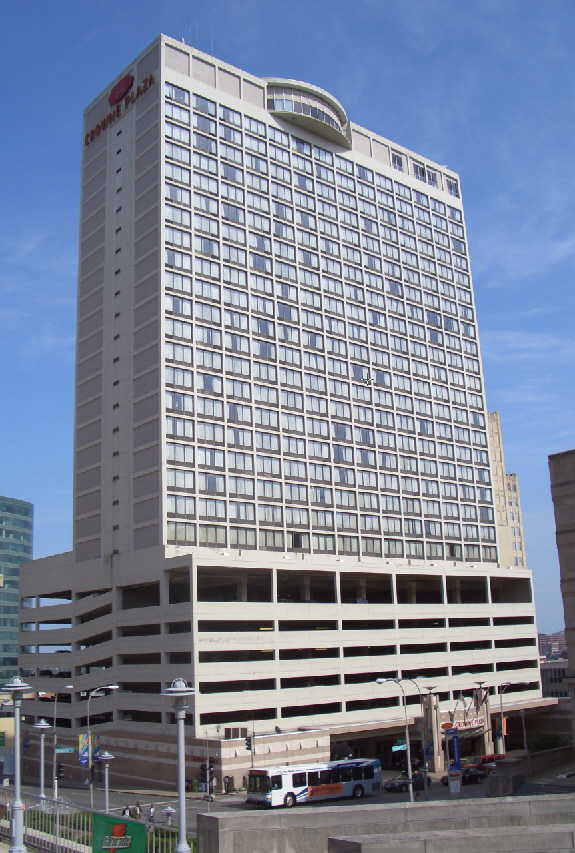
كانساس سيتي (ميزوري)، ميزوري، الولايات المتحدة
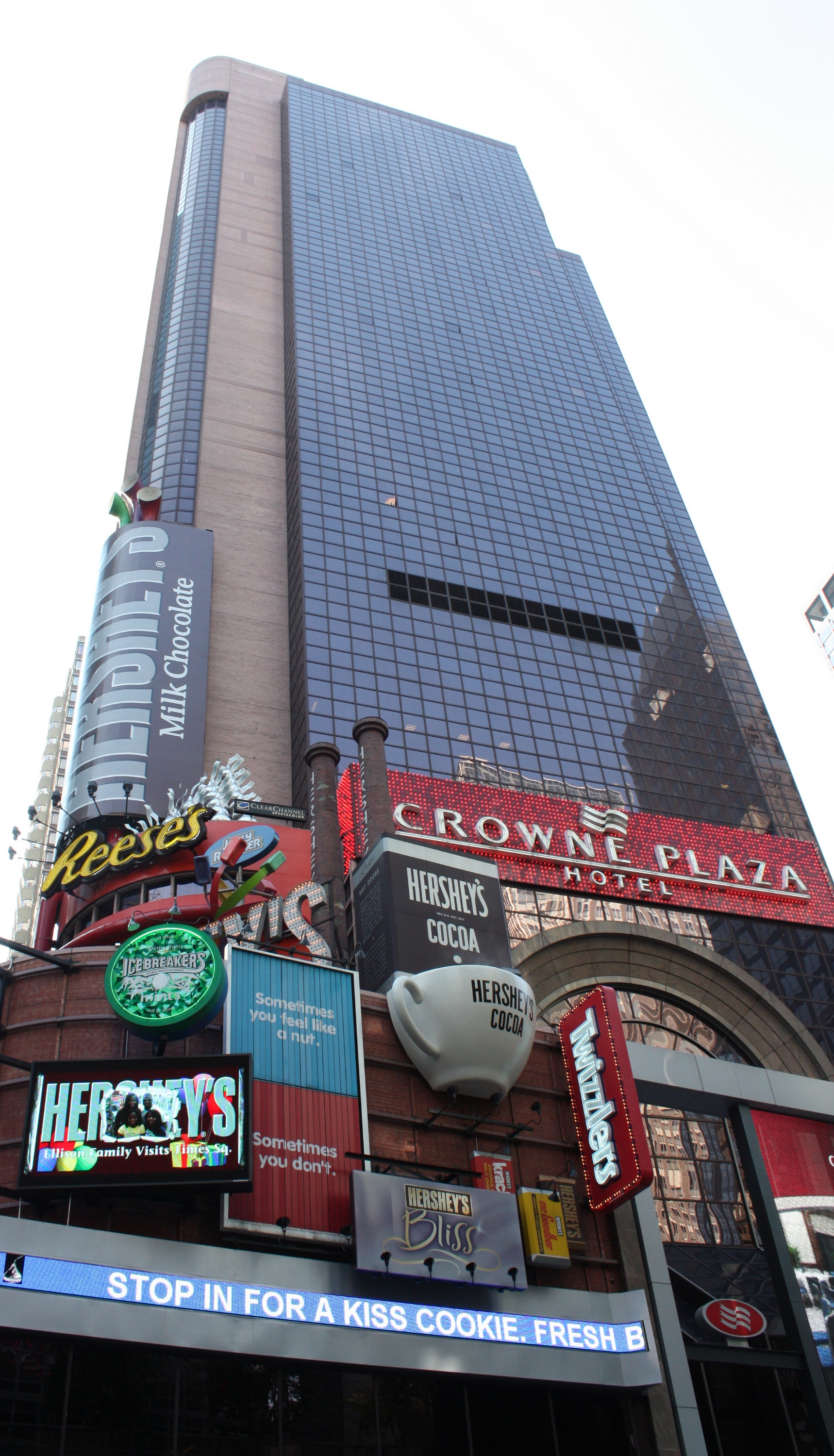
نيويورك، ولاية نيويورك (ولاية)، الولايات المتحدة
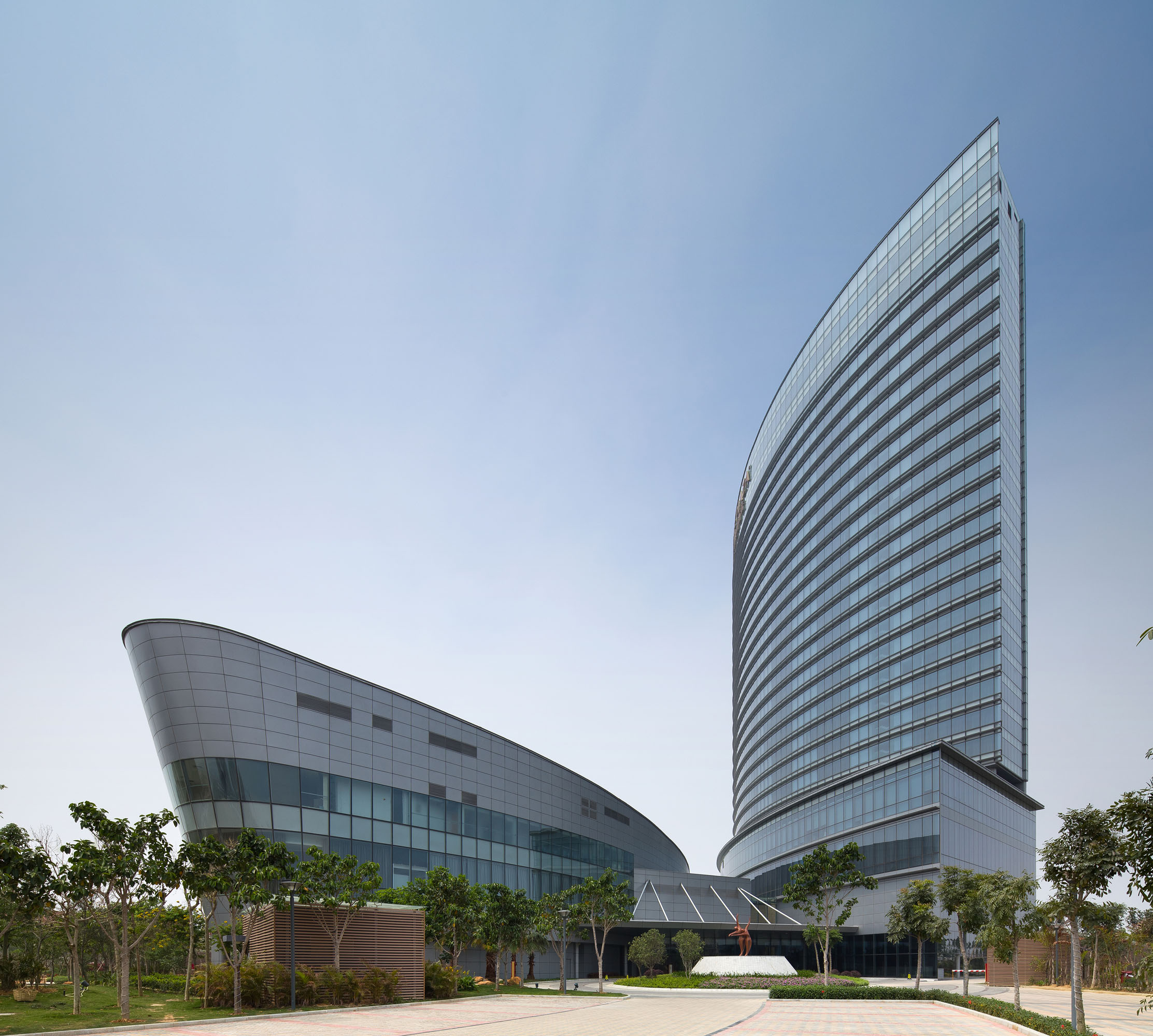
هويزو، الصين
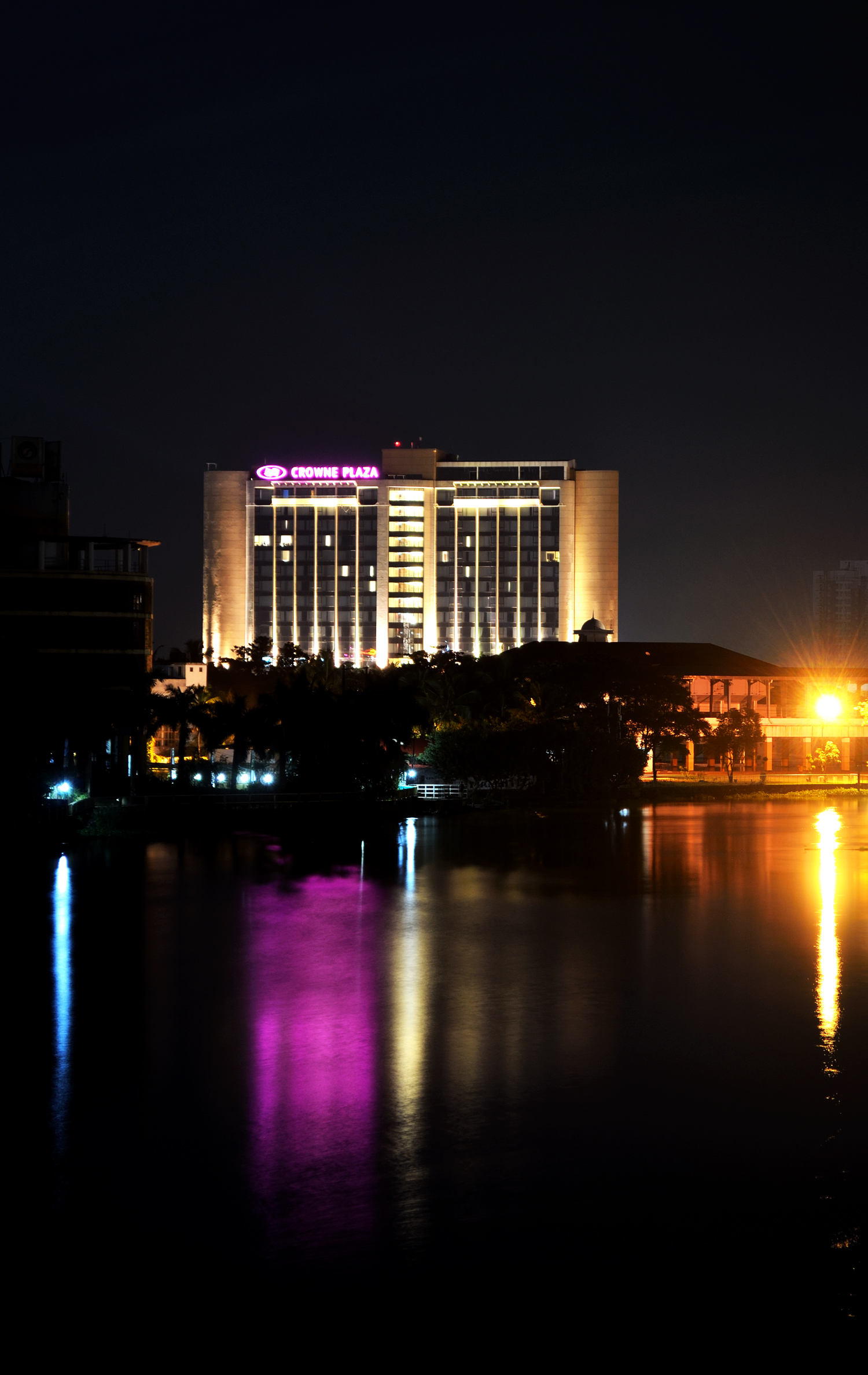
كوتشي (كيرالا)، الهند
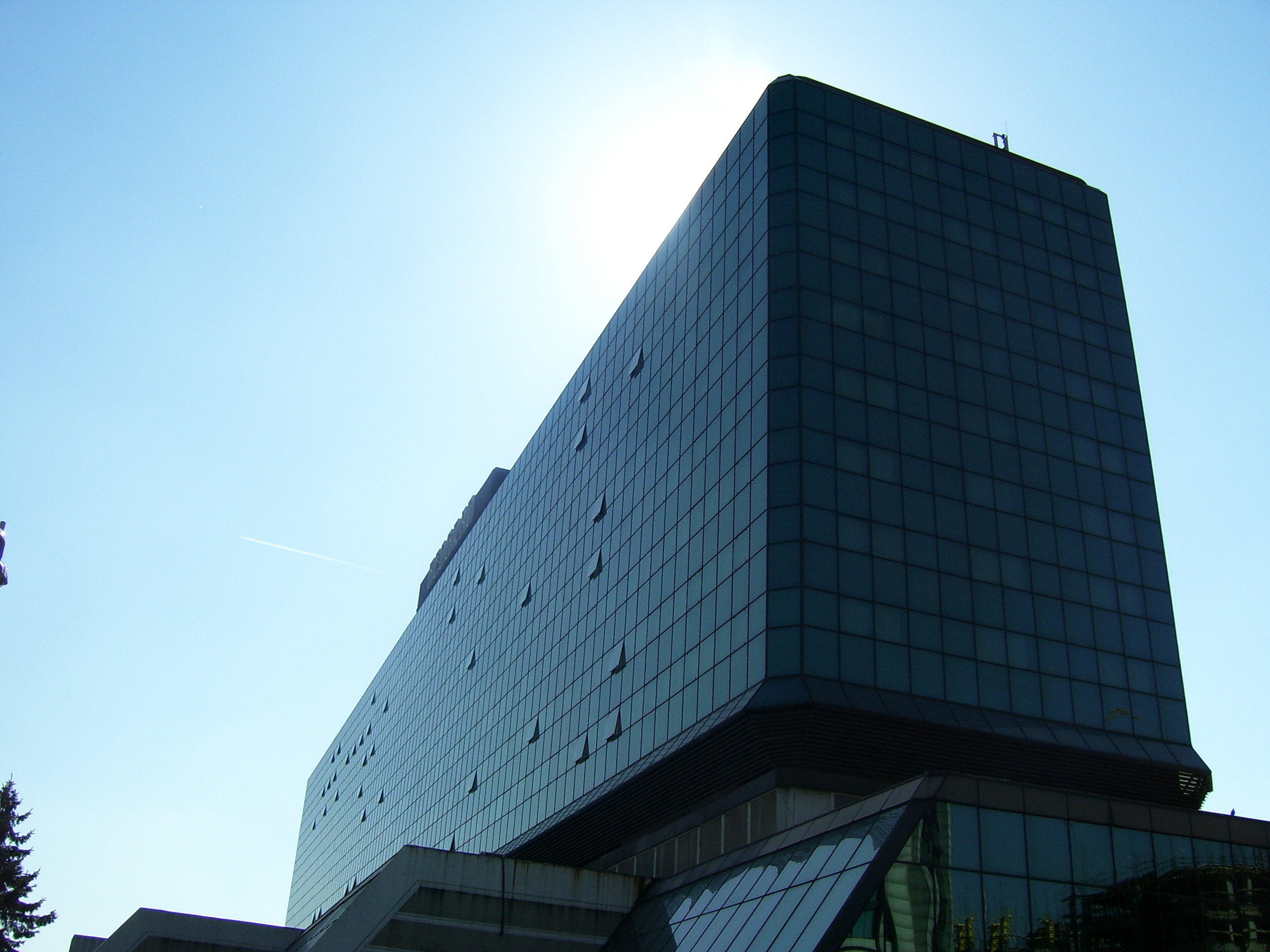
كراون بلازا بلغراد- بلغراد، صربيا

## الموقع الرسمي
الموقع الرسمي